# Bojonegoro (regentschap)

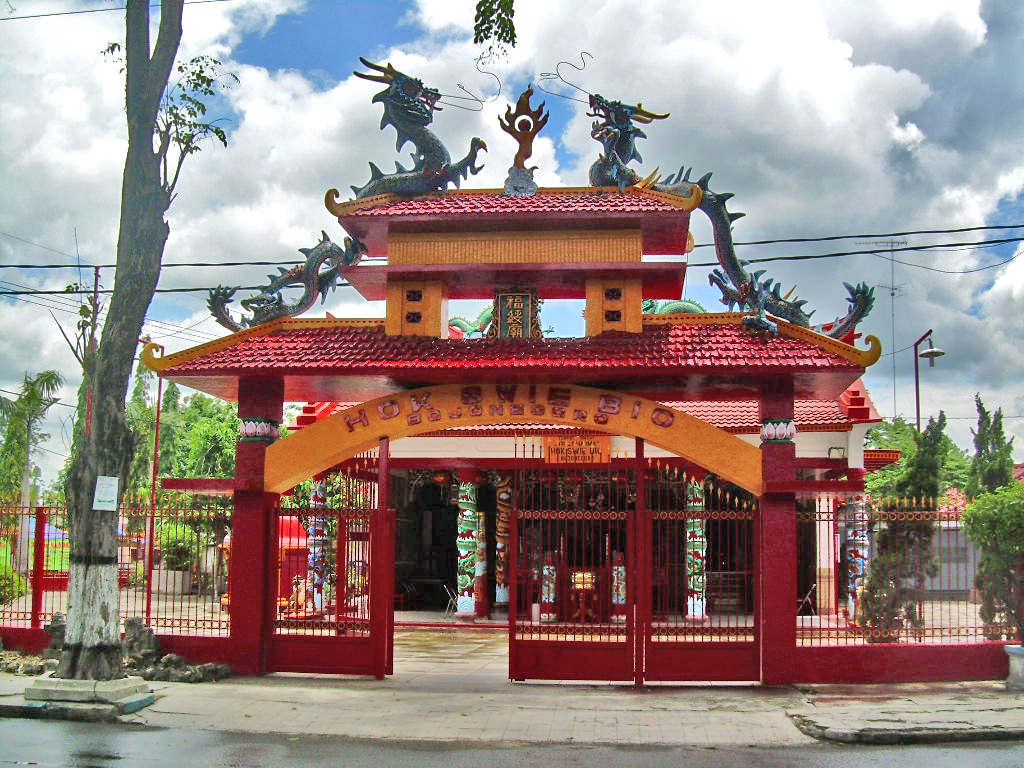
Tempel in Bojonegoro

Bojonegoro is een regentschap (kabupaten) in de Indonesische provincie Oost-Java. Het gebied telt 1.213.000 inwoners, over een oppervlakte van 2384,02 km². Daarmee wonen in Bojonegoro 509 mensen per vierkante kilometer. Bojonegoro grenst aan Tuban (noorden), Lamongan (oosten), Madiun, Nganjuk en Jombang (zuiden) en Midden-Java (westen). De hoofdstad heet eveneens Bojonegoro. Het regentschap staat bekend om zijn tabak en hardhout.

## Onderdistricten
Bojonegoro is verdeeld in 27 onderdistricten:

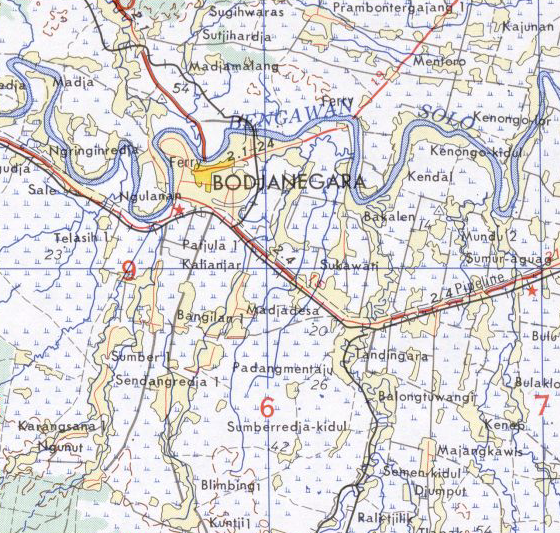
Oude kaart van Bojonegoro

- Balen
- Baureno
- Bojonegoro
- Bubulan
- Dander
- Gondang
- Kalitidu
- Kanor
- Kapas
- Kasiman
- Kedewan
- Kedungadem
- Kepohbaru
- Malo
- Margomulyo
- Ngambon
- Ngasem
- Ngraho
- Padangan
- Purwosari
- Sekar
- Sugihwaras
- Sukosewu
- Sumberejo
- Tambakrejo
- Temayang
- Trucuk